# Tok (rivière)
Pour les articles homonymes, voir TOK.
La Tok (en russe : Ток, en bachkir : Туҡ) est une rivière de Russie et un affluent droit de la Samara, dans le bassin hydrographique de la Volga.

## Géographie
La Tok arrose l'oblast d'Orenbourg, dans le sud-est de la Russie d'Europe. Elle naît dans la partie septentrionale des hauteurs d'Obchtchi Syrt et se dirige vers l'ouest. Elle se jette dans la Samara à quelques kimomètres en amont de la ville de Bouzoulouk.
La Tok est longue de 306 km et draine un bassin de 5 930 km2.
Elle est gelée de la mi-novembre au mois d'avril. La Tok a un régime nival avec d'importantes crues au printemps et un débit minimum en été.

## Source
- (ru) Grande Encyclopédie soviétique